# 白银有色集团
白银有色集团股份有限公司，或简称白银有色集团、白银公司，是中华人民共和国甘肃省的一家国有企业。位于白银市。该公司也是甘肃省人民政府国有资产监督管理委员会的监管企业。其前身为白银有色金属公司，2005年改制为有限责任公司。主要业务为有色金属开采和冶炼:480。
公司始建于1954年，是中華人民共和國第一個五年計劃156个重点建设项目之一，号称“共和国有色金属工业长子”。